# Elizabeth (New Jersey)
Elizabeth város az USA New Jersey államában. Lakosainak száma 137 298 fő (2020. április 1.).

## Népesség
A település népességének változása:
| Lakosok száma | 126 179 | 124 969 | 137 298 |
|               | 2006    | 2010    | 2020    |